# Enquête de victimation
En sociologie et en criminologie, une enquête de victimation est une enquête statistique auprès d'un échantillon de la population dont les questions portent sur les crimes et délits dont ont été victimes les personnes interrogées. Ces enquêtes permettent d'avoir une autre représentation de la délinquance et de la criminalité que les statistiques de la police et de la gendarmerie.

## En France
En 1986, le Centre de recherche sociologique sur le droit et les institutions pénales (CESDIP) mène les premières enquêtes nationales de victimation.
En 1996, l'Insee inclut des modules de victimation au sein de l'enquête permanente sur les conditions de vie des ménages.
De 2007 à 2021, l'Insee a conduit annuellement l'enquête Cadre de vie et sécurité (CVS) (à l'exception de 2020 et avec un protocole de collecte particulier en 2021 compte tenu de la crise sanitaire) en partenariat avec l’Observatoire national de la délinquance et des réponses pénales (ONDRP, supprimé en 2020) et le Service statistique ministériel de la sécurité intérieure (SSMSI, créé en 2014).
En 2021, le SSMSI a conduit l'enquête Genese (Genre et sécurité)  laquelle a bénéficié d’un financement européen. Elle s'appuie sur un protocole multimode innovant.   
Depuis 2022, à la suite d'une refonte majeure, le SSMSI conduit l'enquête Vécu et ressenti en matière de sécurité (VRS). Cette enquête de grande ampleur avec environ 200 000 personnes interrogées chaque année, s'appuie sur un protocole multimode inspiré de celui de l'enquête Genese. 